# Gran conquista de Ultramar

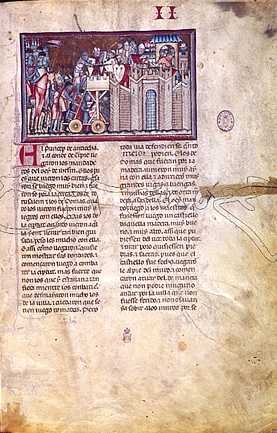
Gran conquista de Ultramar

La Gran conquista de Ultramar es un relato medieval castellano que contiene una crónica muy novelesca de la conquista de Jerusalén durante la Primera Cruzada y que data de entre 1291 y 1295 en su primera redacción. En el texto se incluyen narraciones independientes de gran interés procedentes de la épica francesa, como la historia del Caballero del Cisne, Berta la de los grandes pies o el Mainete. El manuscrito más antiguo y también más extenso en el que se nos ha transmitido (360 folios) se conserva en la Biblioteca Nacional de Madrid y fue compuesto en 1295. La única edición moderna completa, con concordancias, es la de Louis Cooper, 1989.

## Estructura
La Gran conquista de Ultramar se compone de cuatro libros:
- Libro primero: Orígenes de la Primera Cruzada, «Historia del Caballero del Cisne» y comienzo de la vida de Godofredo de Bouillón.
- Libro segundo: Conquista de Antioquía.
- Libro tercero: Conquista de Jerusalén, elección de Godofredo como rey, muerte de este y relato sobre sus sucesores.
- Libro cuarto: Muerte de Baldovino. Historia de los últimos reyes de Jerusalén y de las siguientes cruzadas.

## Contenido

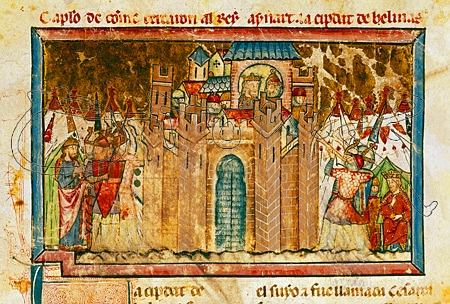
Miniatura de la Gran conquista de Ultramar.

Su asunto principal es la narración de las Cruzadas a partir de una fuente básica, una obra en prosa latina del arzobispo Guillermo de Tiro, la Historia rerum in partibus transmarinis gestarum (c. 1130-1184), en una versión traducida al francés con el título de L'Estoire d'Eracles empereur et la conqueste de la terre d'Outremer, también conocida como Conqueste d'Outremer o Roman d'Eracle.
En esta narración principal se intercalan relatos del «Ciclo de las cruzadas» y poemas en francés y provenzal en su mayoría en estrofas monorrimas de versos alejandrinos. Los poemas franceses son la Chanson d'Antioche (Canción de Antioquía), la Conquête de Jérusalem (Conquista de Jerusalén), Les Chétifs (Los Cautivos), Helias y las Enfances de Godefroid de Bouillon (Mocedades de Godofredo de Bouillón), que incluye a su vez material de la Chanson du Chevalier au Cygne. Entre las fuentes provenzales se encuentra otra versión de la Canción de Antioquía y los cantares de gesta del ciclo carolingio Berthe aux grands pieds (Berta la de los grandes pies) y el Mainete, los dos relativos a la materia de las mocedades de Carlomagno. 
El protagonista central de la crónica es Godofredo de Bouillón, que aparece como héroe de la conquista. Al realce del caballero contribuye una fantástica genealogía que le relaciona con el Caballero del Cisne, con motivo de lo cual se narra la historia de carácter maravilloso de origen francés que, de este modo, se integra en la narración cronística.
También se incluyen otras digresiones entre las que se cuentan el relato de los orígenes de Carlomagno, materia que es conocida en la cultura hispánica como el Mainete, o el roman de Berta la de los grandes pies, ambos con origen en los cantares de gesta franceses.
Tanto la Historia del Caballero del Cisne como los poemas épicos provenzales que se integran en la crónica (Mainete y Berta) son los puntos de interés literario más destacados de este texto, pues nos dan noticia de la difusión en España de estos relatos poéticos en los que abunda el elemento maravilloso, contra la extendida teoría del realismo axial de la literatura difundida en la Península.

### El Caballero del Cisne
Se trata de una de las narraciones más poéticas de la literatura española medieval. El relato aparece, como historia independiente, en los capítulos 47-188 del «Libro primero» y su inserción viene dada porque se vincula con la genealogía de Godofredo de Bouillón.
El Caballero del Cisne aparece como un antepasado del héroe Godofredo y su vida sigue los lugares comunes del patrón de la narración de la vida del héroe mítico presente en todo el folclore europeo.
En la primera parte aparece una serie apretada de motivos en los que predomina el aspecto sobrenatural, en la línea del cuento maravilloso. Así aparece el del «barco fantasma» («sin remos e sin vela e sin otro gobernador») o los niños que, tras quitarles un collar de oro con el que nacen, se metamorfosean en cisnes voladores.
El relato teje dos tramas, una procede de una chanson de geste perdida a la que Gaston Paris denominó Isomberta y otra que tiene su origen en la Chanson du Chevalier au Cygne y las Enfances de Godefroi de Bouillón (Mocedades de Godofredo de Bouillón).

### Berta la de los grandes pies
Es uno de los poemas épicos que forman parte del ciclo de cantares de gesta sobre los orígenes de Carlomagno. Berta es hija de Flores y Blancaflor, reyes de Hungría, y se desposa con Pipino el Breve, de cuyo matrimonio nace el futuro Carlomagno. Pero la misma noche de bodas Berta había sido suplantada en el lecho conyugal por una sierva, y de esta unión nacen los hermanos bastardos del futuro emperador, Rainfroi y Hendri.

### El Mainete
En el Mainete se cuentan las mocedades de Carlomagno. Sus dos hermanos bastardos, Rainfroi y Hendri, lo persiguen y este debe refugiarse en Toledo, donde se enamora.
En el «Libro segundo» de la Gran conquista de Ultramar aparece una versión más resumida del ciclo de la juventud de Carlomagno, en el que aparecen de nuevo materiales de los tres núcleos argumentales que lo componen: Flores y Blancaflor, Berta la de los grandes pies y el Mainete. En este caso la inclusión de estos temas está menos justificada, pues se vinculan a un caballero cristiano, llamado Folquet, cuyos antepasados maltrataron a uno de los hermanastros de Carlos, llamados aquí Manfré y Carlón. La trama es bastante confusa en su comienzo. Las diferencias de esta sucinta versión son que Flores y Blancaflor son reyes de Almería (y no de Hungría) y conquistan territorios en África y España y que los «grandes pies» de la versión francesa son ahora «pies de oca» (dedos unidos), lo cual vincula a Berta con tradiciones más arcaicas. En esta versión, además, Carlos vence al rey moro de Zaragoza en el «Val de Samorián», un lugar de la región de Toledo, en la que consigue hacerse con su espada Durandarte.

## Autoría y datación

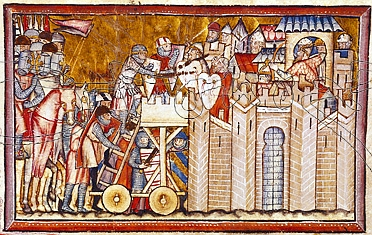
Miniatura de un asalto de la Gran conquista de Ultramar.

La Gran Conquista de Ultramar se ha conservado en cuatro manuscritos, cuyos colofones suscitan no pocos problemas, ya que unos atribuyen la obra a Alfonso X El Sabio y otros a Sancho IV. Cristina González adopta una postura intermedia y piensa que el texto se inició bajo el reinado de uno y se terminó en el del otro. Fernando Gómez es de la misma opinión, puesto que «no sería el único libro empezado en una corte y proseguido en la otra» como ocurre también con el Libro del tesoro, enciclopedia medieval de Brunetto Latini de extraordinaria difusión.
Podría hablarse de una composición en tres etapas:
1. Una primera alfonsí (hasta 1284) en que se traduce la versión francesa de la Historia rerum in partibus transmarinis gestarum de Guillermo de Tiro, conocida como Roman d'Eracle, destinada a formar parte de los materiales de la General estoria.
2. Una posterior bajo el reinado de Sancho IV (hasta 1295) en que se convierte esta traducción en una compilación cronística independiente.
3. Una final (hasta 1312) en que se potencian los componentes de ficción caballeresca que pueden servir para educar al nuevo joven rey Fernando IV el Emplazado.

## Análisis literario
La originalidad de la Gran conquista de Ultramar es escasa; su autor se limita a verter los materiales franceses sin aportar nada a sus fuentes y sin organizar de modo coherente la nueva estructura. Sin embargo, destaca la narración de la «Estoria del Cavallero del Çisne» que se inserta con motivo del relato de los orígenes genealógicos de Godofredo de Bouillón y proviene del poema épico francés Chanson du Chevalier au Cygne. El texto, rico en elementos prodigiosos, se divide en dos partes, una en la que se cuenta la historia de los niños-cisnes y otra que relata las aventuras del Caballero del Cisne en Alemania.
Se trata de uno de los abundantes cuentos del folclore europeo en el que seres humanos experimentan una metamorfosis en animales, y reúne abundantes motivos del relato de tradición oral popular, como el de la reina acusada injustamente y el hacerse cargo de la educación de sus hijos en condiciones socioeconómicas desfavorables. La popularidad de este relato hizo que muchas familias aristocráticas siguieran el ejemplo de Godofredo e intentaran hallar unos antecedentes familiares que les conectaran con el legendario Caballero del Cisne, el Lohengrin o Lohendrin de la leyenda posterior. De hecho, el cisne pasó a ocupar un lugar destacado como figura heráldica.
El texto del Caballero del Cisne fue editado en 1914 por Emeterio Mazorriaga; después por C. Bruce Fitch en su tesis doctoral inédita y por último por María Teresa Echenique.